# Pyjama-Party (Film)
Pyjama-Party ist eine US-amerikanische Filmkomödie aus dem Jahr 1964. Der Film ist der vierte Beitrag einer siebenteiligen "Beach Movie"-Reihe, die von American International Pictures produziert wurde.

## Handlung
Die Bewohner des Planeten Mars planen eine Invasion der Erde. Um die Invasion vorzubereiten, wird der Geheimagent 006, Gogo, auf die Erde geschickt. Gogo trifft als erstes auf die exzentrische Witwe Wendy, die eine Boutique führt. Gogo, der sich auf der Erde George nennt, trägt zu Wendys Verblüffung eine Uniform. Wendy stattet ihn mit einem Badeanzug aus und schickt ihn zum Strand, wo eine Pyjamaparty stattfindet. Dort lernt Gogo/George Wendys Neffen Big Lunk kennen, der viel mehr am Volleyball als an seiner Freundin Connie interessiert ist.
Es kommt zu Komplikationen, als Wendys Nachbar J. Sinister Hulk plant, die Witwe um ihr Geld, das sie in ihrem Haus aufbewahrt, zu bringen. Hulks Komplizen, der Häuptling Rotten Eagle und die Schwedin Helga, sollen ihm Informationen über das Geldversteck besorgen. In die Strandparty platzt die Motorradgang des auf Big Lunk eifersüchtigen Eric von Zippers. Gogo/George teleportiert die Gang und auch Hulk auf den Mars. Gleichzeitig kann er seine Vorgesetzten davon überzeugen, die Invasion abzublasen. Gogo selber will auf der Erde bleiben, denn er hat sich mittlerweile in Connie verliebt. Big Lunk gewinnt die Aufmerksamkeit der Schwedin Helga, die allerdings kein Wort Englisch versteht.

## Kritiken
Das Lexikon des internationalen Films beschrieb den Film als „Teenager-Komödie nach simplem Muster [...] mit den Altstars Buster Keaton und Dorothy Lamour in undankbaren Nebenrollen.“
Dennis Schwartz schrieb im Onlineportal "Ozus' World", der Film sei von der Art schrulliger Teenager-Komödien, bei denen die Chance zu verstehen, worum es gehe, besser sei, wenn man weniger Gehirn habe.

## Hintergrund
Die Uraufführung des Films fand in den USA am 11. November 1964 statt. In Deutschland kam der Film nicht in die Kinos. Er wurde im deutschen Fernsehen am 20. November 1993 erstmals gezeigt.
In kleinen Nebenrollen sind Dorothy Kilgallen, Dorothy Lamour, Don Rickles, Frankie Avalon, Teri Garr (unter ihrem Pseudonym Teri Hope), Toni Basil und Michael Nader zu sehen. Das Gemälde, das den Safe verdeckt, ist ein Porträt von Wendys verstorbenem Ehemann Henry. Das Bild ist ein Porträt des Schauspielers Keenan Wynn.
Choreograph der Musicaleinlagen war David Winters, der Tanzlehrer von Teri Garr und Toni Basil.

## "Beach Movie"-Filmreihe
- 1963: Beach Party – Regie: William Asher
- 1964: Muscle Beach Party – Regie: William Asher
- 1964: Bikini Beach – Regie: William Asher
- 1964: Pyjama-Party – Regie: Don Weis
- 1965: Surf Beach Party (Beach Blanket Bingo) – Regie: William Asher
- 1965: Das Mädchen vom anderen Strand (How to Stuff a Wild Bikini) – Regie: William Asher
- 1966: Erbschaft mit Hindernissen (The Ghost in the Invisible Bikini) – Regie: Don Weis